# Zender GmbH
Die Zender GmbH war ein Fahrzeugtuning-Unternehmen, das von Hans-Albert Zender gegründet wurde und von 1969 bis 2008 existierte. Das Unternehmen kooperierte mit Ford, VW, Fiat und Opel.

## Geschichte

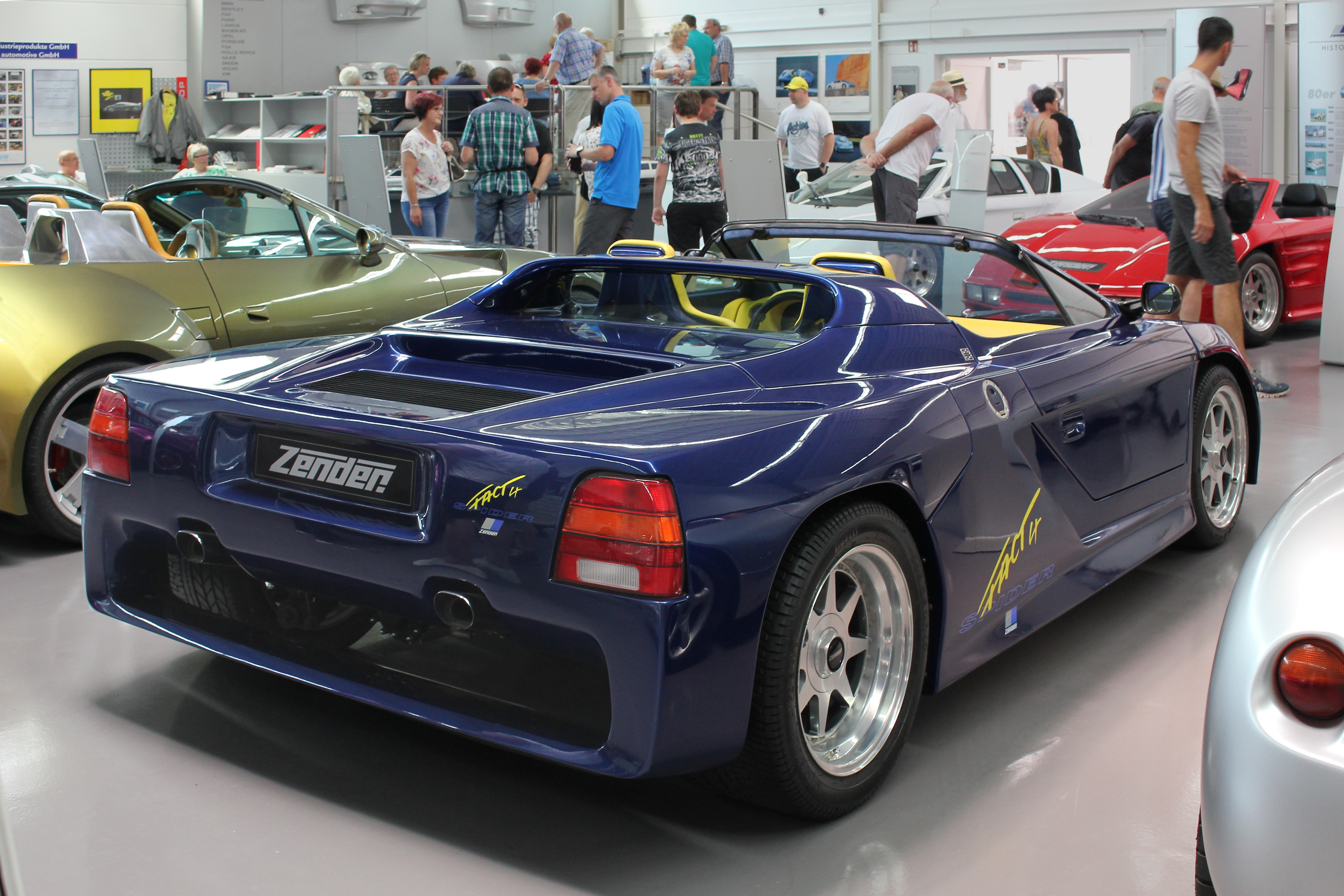
Zender Fact 4 (1991) im Museum des Herstellers

1969 gründete Hans-Albert Zender mit 23 Jahren die Firma HAZ.
Er produzierte in Bassenheim bei Koblenz individuelle Auto-Schalensitze auf Sonderwunsch und Kotflügelverbreiterungen für NSU TT aus glasfaserverstärktem Kunststoff.
Ab 1974 produzierte Zender Karosserieteile aus ABS-Kunststoff und Polyurethan-Schaum. Ford wurde Kunde. Ein Vertrag mit VW folgte 1975 für Scirocco-Cup-Fahrzeuge – Kotflügelverbreiterungen, Frontspoiler und Heckspoiler. 1977 wurde die Zender-Studie  „VW Scirocco – Gruppe 5“ vorgestellt. 1978 kam das erste Zender-Leichtmetallrad auf den Markt. 1979 folgte der Umzug nach Mülheim-Kärlich. 1983 hatte er die Designstudie Vision 1 auf Basis des Audi Quattro erstellt, dem ein Jahr später der Vision 1S mit  einer futuristisch anmutenden Linienführung und Schrägschwing-Flügeltüren folgte.
1989 hatte der Sportwagen-Prototyp Fact 4 Biturbo auf der IAA in Frankfurt Premiere, der erste straßenzugelassene Sportwagen der Welt, der mit einem Monocoque aus kohlenstofffaserverstärktem Kunststoff ausgestattet war. 1991 folgte der Fact 4 Spider als offene Version,  Mitte der 1990er Jahre der Progetto 5. 1999 erschien der Thirty Seven mit einer Leistung von 230 PS und einer Spitzengeschwindigkeit von 253 km/h.

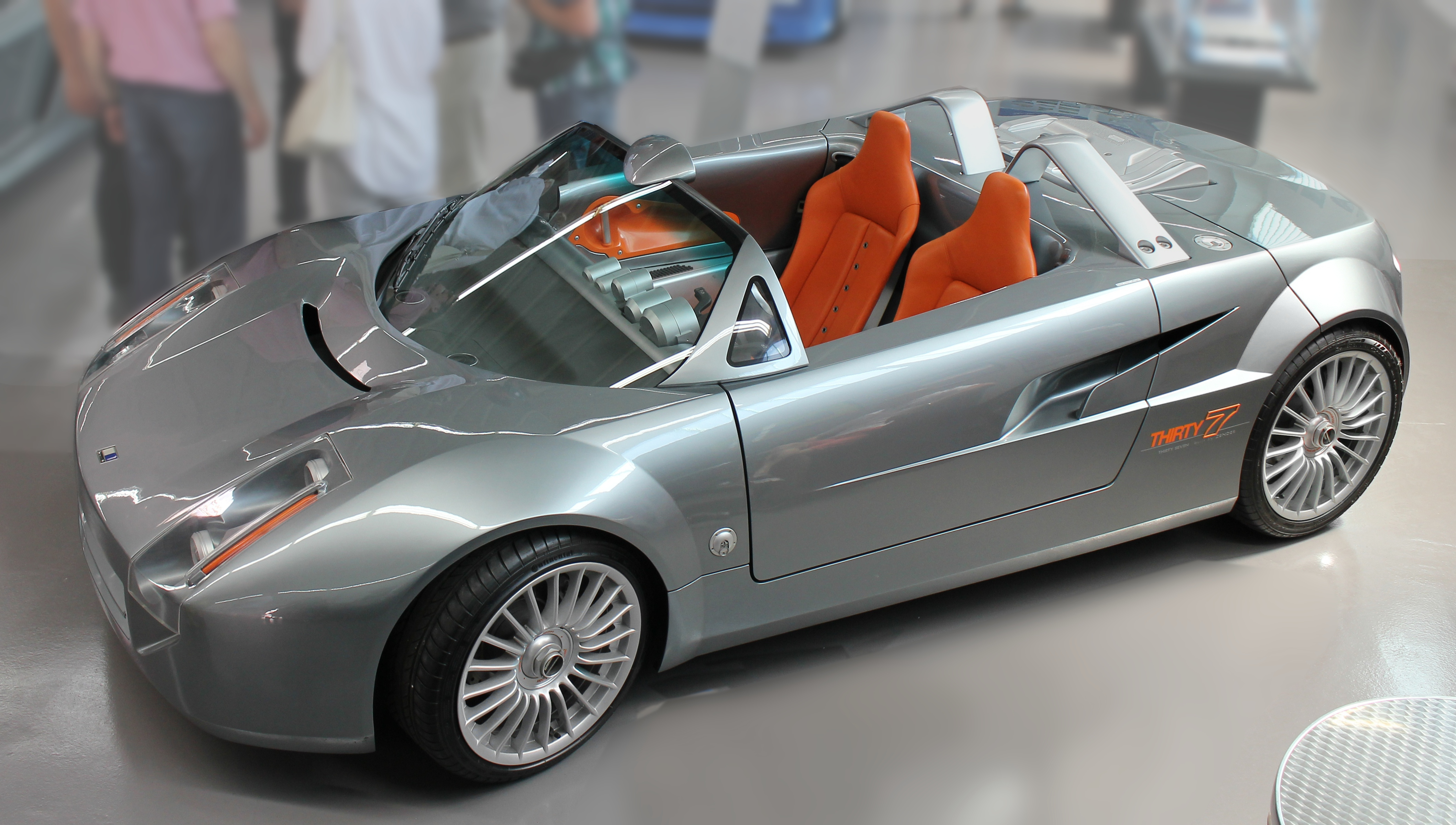
Zender Thirty 7 (1999)

1999 wurde der Zender Thirty 7 auf der IAA Frankfurt präsentiert. Kurz danach wurde auch der Roadster Straight 8 vorgestellt. Er hatte einen 3,2 Liter großen Sechszylindermotor von BMW mit einer Leistung von 321 PS, der ihm zu einer Höchstgeschwindigkeit von 250 km/h verhalf. 2000 folgte die Inbetriebnahme des Zender Modification-Centers in Italien zur Sonderserienfertigung für Fiat und des Opel Special Vehicles zur Umrüstung von Opel-Sonderfahrzeugen.
Am 1. September 2008 wurde der Geschäftsbereich Tuning eingestellt. Das Autohaus existiert weiter mit Michael Zender als Geschäftsführer.